# Volkstaat

Von der Freiheitsfront in den 1990er Jahren vorgeschlagenes Gebiet

Der Volkstaat (afrikaans für „Volksstaat“) ist ein vor allem in den 1990er Jahren diskutierter Vorschlag, ein Territorium auf dem Gebiet der Republik Südafrika zu schaffen, auf dem sich die Buren, die afrikaanssprechende Volksgruppe innerhalb der weißen Minderheit des Landes, selbst verwalten können. Ein Volkstaat könnte dabei staatlichen Charakter erreichen, bis hin zur völligen Unabhängigkeit. Unterstützt wurde diese Idee anfangs nur von kleinen, meist rechtsgerichteten Gruppen. Laut Umfrage der afrikaanssprachigen Tageszeitung Beeld im Jahr 2012 wird das Konzept eines Volksstaates als autonomes oder unabhängiges Gebiet von vielen Angehörigen der afrikaanssprachigen Minderheit mit Interesse verfolgt.

## Geschichte
Die Buren (auch Afrikaaner bzw. Afrikaners genannt) haben eine lange Tradition, was Staatsgründungen angeht. Insbesondere im Zuge des Großen Trecks gründeten sie mehrere, meist kurzlebige Burenrepubliken, darunter den Oranje-Freistaat und Transvaal, die jedoch spätestens im Zweiten Burenkrieg ihre Unabhängigkeit verloren.
Während der Apartheid war die Kultur der Buren und der englischsprachigen Südafrikaner von der Regierung geschützt, und Afrikaans und Englisch waren die beiden einzigen Amtssprachen. Die Mehrheit der Politiker waren Afrikaaner. Die Apartheid diente dazu, die nichtweiße Bevölkerung schlechter zu stellen als die weiße (einschließlich der Buren).
Ende der 1980er Jahre wurde von Carel Boshoff die Afrikaner-Vryheidstigting (Afrikaaner-Freiheitsstiftung), kurz Avstig, gegründet. Sie verfolgte das Ziel, einen Volkstaat im ländlichen und gering besiedelten Norden der Kapprovinz zu gründen. 1991 kaufte Avstig eine leerstehende ehemalige Arbeitersiedlung in der Provinz Nordkap und gründete Orania. Hier entstand im Folgenden ein Volkstaat im Kleinen.

## Unterstützer und Gegner

Die Vryheidsvlag (Freiheitsflagge) lehnt sich an die Gestaltung der alten Flagge der Südafrikanischen Republik (Transvaal-Republik) des 19. Jahrhunderts an.

Bei den Wahlen von 1994 tat sich die Vryheidsfront Plus hervor, die mit dem Ziel der Errichtung eines Volkstaats antrat. Sie erhielt 424.555 Wählerstimmen, allerdings erreichte sie in keinem Wahlkreis auch nur annähernd eine Mehrheit. Vor den Parlamentswahlen von 1999 wurde festgestellt, dass 26,9 Prozent der Afrikaaner, die gerne auswandern würden, aber nicht können, einen Volkstaat befürworten.
In zwei Umfragen wurden die Weißen 1993 und 1996 gefragt: „Was denken Sie darüber, ein Gebiet für Afrikaaner und andere weiße Südafrikaner auszuweisen, in dem sie sich selbst verwalten können? Unterstützen Sie die Idee eines Volkstaats?“ 1993 ergab die Umfrage, dass 29 Prozent die Idee gut fanden und 18 Prozent in einen solchen Volkstaat ziehen würden. 34 Prozent waren gegen diese Idee. 1996 war das Ergebnis, dass nur noch 22 Prozent die Idee gut fanden, während nur noch 9 Prozent in einen Volkstaat umziehen würden. Mittlerweile standen schon 66 Prozent der Befragten der Idee ablehnend gegenüber.
In der Umfrage von 1996 wurde festgestellt, dass „diejenigen, die 1996 angaben, sie könnten sich vorstellen, in einen Volkstaat zu ziehen, größtenteils Afrikaans sprechende Männer sind, die Anhänger der Konservativen oder der Freiheitsfront sind, rassistische Ansichten haben, sich selbst als Afrikaaner bezeichnen und nicht zufrieden mit dem neuen demokratischen Südafrika sind.“ Jedoch ist anzumerken, dass keine Definition einer „rassistischen Ansicht“ gemacht wurde.
Umfragen im Jahr 2013 zeigten jedoch ein anderes Bild: Demnach sprachen sich aufgrund der latenten, teilweise auch rassistisch motivierten Gewalt gegen Angehörige der weißen Minderheit in Südafrika 56 % der befragten Buren für einen Volkstaat aus bzw. könnten sich vorstellen, in einen Volkstaat überzusiedeln.
Gegner der Volkstaat-Idee merken an, dass es keine geschlossenen Siedlungsgebiete der Buren gibt und sich diese seit langem mit anderen Bevölkerungsgruppen vermischt haben. Zwar gibt es Gegenden (Gauteng, Kapstadt), in denen sie zu großer Zahl leben, jedoch stellen sie nirgends die Mehrheit der Bevölkerung.
Auf einer Konferenz über das Thema Selbstbestimmung, die in Orania im Oktober 2005 abgehalten wurde, zeigten intellektuelle Afrikaaner wenig Begeisterung bei der Frage nach einer Sezession, sondern machten andere Vorschläge wie „Cyber-Government“.

## Volkstaat-Bewegungen

Anteil weißer Südafrikaner in der Bevölkerung. Die relativ homogene räumliche Verteilung macht die Bildung eines territorial abgegrenzten Volkstaats kompliziert.

Die vorherrschende Sprache weißer Südafrikaner, Englisch (rot), ist vor allem am Ostkap und in den Metropolen verbreitet, während Afrikaans (blau) im ländlichen Raum dominiert.

Die Vryheidsfront Plus („Freiheitsfront Plus“) ist die treibende politische Kraft hinter der Idee. Die Klientelpartei ist im nationalen Parlament sowie in verschiedenen Provinz-Parlamenten vertreten. Bei den Parlamentswahlen 2009 konnte sie 146.000 Stimmen (0,83 Prozent) erringen. Das entspricht ca. 6 Prozent der Stimmen aller Buren (wenn man unterstellt, dass die Partei keine Wähler außerhalb dieser Volksgruppe erhielt). Die Vryheidsfront lehnt sich an Vorbildern wie Spanien an, wo für sprachliche Minderheiten Autonomien geschaffen wurden. Dies sei der einzige Weg, die Rechte der Buren zu schützen. Dazu soll ein Homeland auf dem Gebiet der Provinzen Nordkap und Westkap für sie geschaffen werden.
Die Afrikaner Weerstandsbeweging, eine rechtsextreme Gruppierung, tritt ebenfalls für einen Volkstaat ein.
Die Boeremag war eine rechtsgerichtete Organisation und wollte schon früher ähnliche Pläne gewaltsam verwirklichen. Mehrere ihrer Mitglieder standen wegen Hochverrats vor Gericht.

### Orania und Kleinfontein
Ernstere Versuche, Gebiete nur für Afrikaaner zu errichten, stellen die Siedlungen Orania und Kleinfontein dar. Im Falle Oranias wurde auf Privatland ein Dorf errichtet und Bewohner werden angeworben. Mittlerweile leben in Orania mehr als 1.000 Einwohner (Stand 2013). Auch wenn die Erwartungen der Gründerväter nicht erfüllt wurden, entspricht dies einer konstanten Steigerung. Mit der Zeit stellte sich ein gewisser wirtschaftlicher Wohlstand ein. Kleinfontein liegt in der Gegend von Pretoria.

## Rechtsgrundlage
Sektion 235 der Verfassung von Südafrika erlaubt einer Gemeinschaft mit gemeinsamer Sprache und Kultur, sich in einem Gebiet in Südafrika selbst zu verwalten.
Dieser Passus der Verfassung wurde während der Verhandlungen, die der Machtübergabe 1994 vorausgingen, ausgehandelt. Hierbei spielte die Vryheitsfront eine bedeutende Rolle. Bisher wurde auf Basis der Sektion 235 allerdings noch kein Gesetz für irgendeine ethnische Gruppe erlassen.
Der Anspruch auf einen Volkstaat ließe sich vom Völkerrecht herleiten, das allen Minderheiten, die Selbstständigkeit in Form von Unabhängigkeit wünschen, Rechte einräumt. Eine Minderheit, die räumlich konzentriert ist und über eigene kulturelle Identität verfügt, hat danach das Recht auf Unabhängigkeit, wenn sie nachrangig behandelt wird. Jedoch müssten ihr dazu politische, sprachliche, kulturelle und religiöse Rechte klar vorenthalten werden. Die Gründung eines Staates auf südafrikanischem Gebiet würde jedoch die territoriale Integrität der Republik Südafrika berühren, was als illegaler, aggressiver Akt gesehen werden kann.

## Reaktion der Regierung
Die ANC-Regierung stellte klar, dass sie einen Volkstaat nicht tolerieren würde. Sie erklärte, sie tue stattdessen alles in ihrer Macht stehende, um die Sprache und Kultur der Afrikaaner zu schützen, ebenso wie die anderer Minderheiten im Land.
2003 wurde die Kommission für die Förderung und den Schutz der Rechte von kulturellen, religiösen und sprachlichen Gruppen gegründet. Sie wurde beauftragt, sich mit dem Schutz aller sich als ethnische Einheit verstehenden Gruppen (darunter auch den Buren) zu befassen. Dem Komitee gehört mit J. Landman auch ein Bure an.